# Periphyllopsis braueri
Periphyllopsis braueri is een schijfkwal uit de familie Periphyllidae. De kwal komt uit het geslacht Periphyllopsis. Periphyllopsis braueri werd in 1902 voor het eerst wetenschappelijk beschreven door Vanhöffen. 